# Alkaliczno-skaleniowy trachit

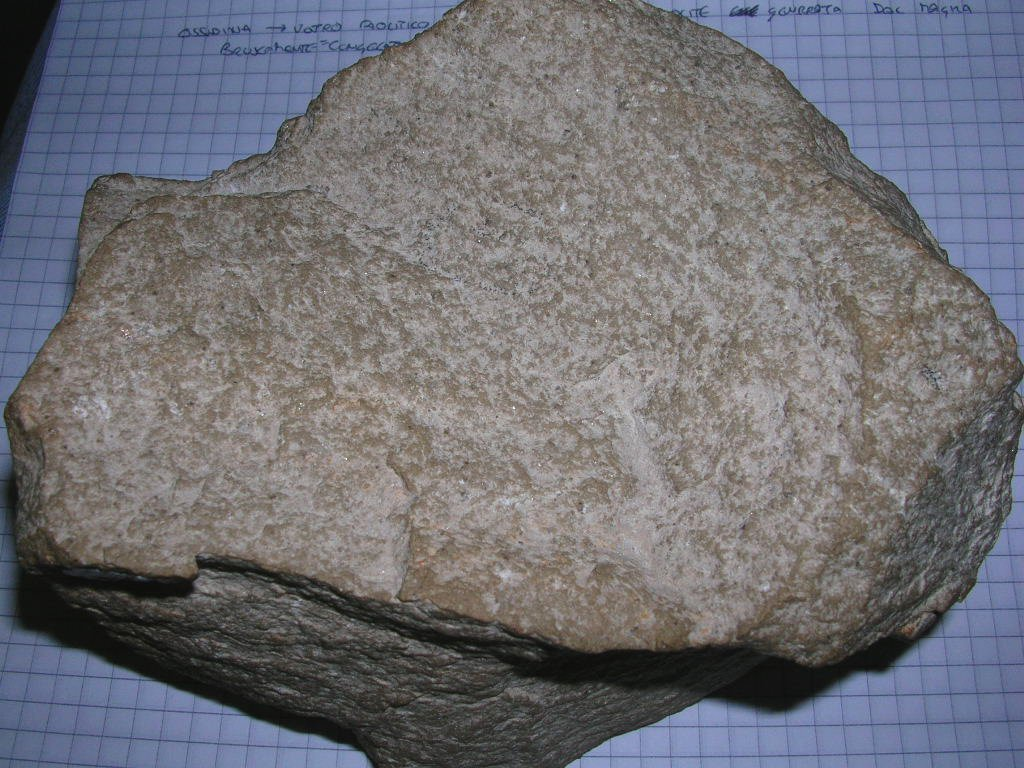
Trachit ze wzgórz Colli Euganei we Włoszech

Alkaliczno-skaleniowy trachit (trachyt) – skała magmowa wulkaniczna (wylewna), leżąca w grupie skał nasyconych krzemionką, w klasie sjenitu i trachitu. Wylewny odpowiednik plutonicznego alkaliczno-skaleniowego syenitu.
Na diagramie klasyfikacyjnym QAPF alkaliczno-skaleniowy trachit zajmuje pole 6.
W klasyfikacji TAS alkaliczno-skaleniowy trachit wraz z trachitem zajmuje pole T (trachity alkaliczne i trachity).
W skład alkaliczno-skaleniowego trachitu wchodzą minerały jasne: głównie skalenie alkaliczne (ortoklaz, mikroklin, albit), poza tym kwarc (w ilości do 5%), plagioklazy występują w ilości do 10%, nieliczne są minerały ciemne, takie jak: biotyt i hornblenda. Minerały akcesoryczne, to: apatyt, cyrkon, ilmenit, rutyl, tytanit, ksenotym. Dawniej używano nazwy kalitrachit na oznaczenie skał zawierających >90% skaleni potasowych w stosunku do plagioklazów.
Barwa tej skały jest zmienna i zależna od domieszek mineralnych, może być: szara, różowa, żółta, czerwona, a nawet brunatna (rzadko).
Struktura wyraźnie porfirowa z prakryształami skaleni alkalicznych, tkwiącymi w cieście skalnym.